# Dans ma paranoïa
Albums de Jul
Lacrizeomic
(2014)
Dans ma paranoïa est le premier album studio du rappeur français Jul sorti le 24 février 2014 via le label Liga One Industry.

## Historique
En novembre 2013, Jul sort son premier single, Sort le cross volé, qui le fait connaître dans l'univers du hip-hop français.
La chanson est intégrée comme premier extrait de son premier album, Dans ma paranoïa, sorti le 24 février 2014.

### Ventes
L'album s'est écoulé à plus de 200 000 exemplaires et est certifié disque de platine.

## Liste des titres
| No  | Titre                             | Durée |
| --- | --------------------------------- | ----- |
| 1.  | Winners                           | 2:04  |
| 2.  | Malade (feat. Kalif Hardcore)     | 3:33  |
| 3.  | Dans mon dél                      | 3:29  |
| 4.  | Grillé                            | 2:56  |
| 5.  | J'oublie tout                     | 5:16  |
| 6.  | Au quartier                       | 3:19  |
| 7.  | Jeune de cité (feat. Soso Maness) | 4:07  |
| 8.  | Sort le cross volé                | 4:18  |
| 9.  | N'importe quoi                    | 4:11  |
| 10. | Dans ma paranoïa                  | 2:41  |
| 11. | Tu la love                        | 3:32  |
| 12. | T'es pas le seul (feat. Kamikaze) | 3:36  |
| 13. | C'est trop                        | 2:43  |
| 14. | Audi volée (feat. Kalif Hardcore) | 3:28  |
| 15. | Tout seul                         | 2:27  |
| 16. | Le sang                           | 4:43  |
| 17. | Mon son vient d'ailleurs          | 3:56  |

## Clips vidéos
- Sors le cross volé : 14 novembre 2013
- Dans ma paranoïa : 17 janvier 2014
- C'est trop :  6 février 2014

## Certification
| Région | Certification | Ventes/Streams |
| ------ | ------------- | -------------- |
| France | 2 × Platine   | 280 000        |